# Lago de Morghirolo
O Lago Morghirolo é um lago localizado no cantão de Ticino, na Suíça. A sua superfície é de 9,25 ha. O lago pode ser alcançado a pé a partir de Dalpe ou Polpiano.

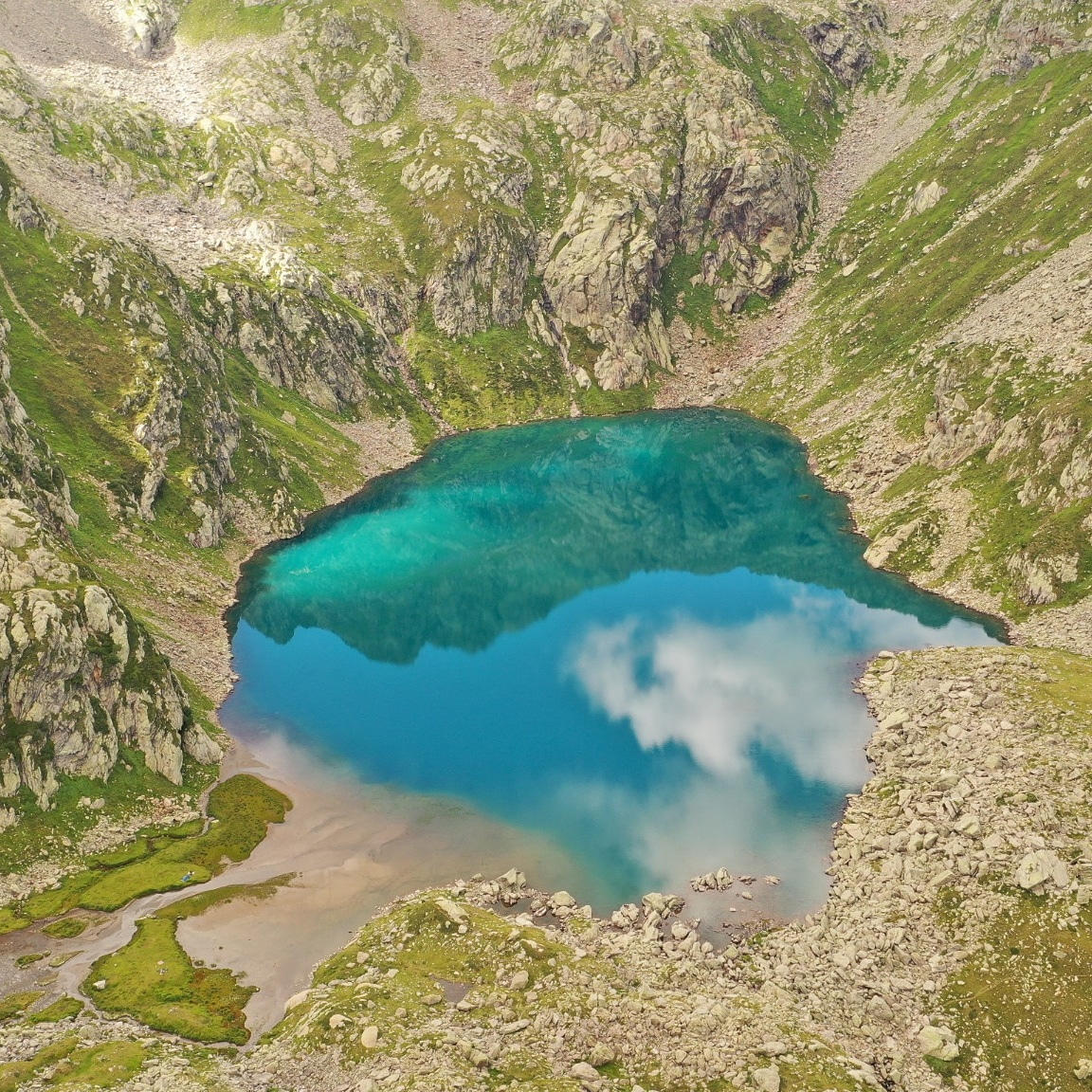